# پل خانقاه
پل خانقاه که با نام پل حاج محمدباقر نیز شناخته می‌شود، از پل‌های تاریخی و دیدنی شهرستان مراغه در استان آذربایجان شرقی است. این پل بر روی رودخانه خانقاه در روستایی به همین نام قرار دارد و قدمت آن به دورهٔ ایلخانی بازمی‌گردد.

## معماری
پل خانقاه از سنگ و آجر ساخته شده و دارای چهار دهانه با قوس‌های جناغی است. طول آن حدود ۲۶ متر، عرض آن ۵ متر و ارتفاع آن ۷ متر می‌باشد. ساختار مقاوم پل در برابر جریان آب و فرسایش از ویژگی‌های برجسته آن است.

## ثبت ملی
پل خانقاه در سال ۱۴۰۱ با شماره ثبت ۳۲۵۹۲ به فهرست آثار ملی ایران افزوده شده است. این پل دومین پل تاریخی شهرستان مراغه است که ثبت ملی شده است.

## نگارخانه

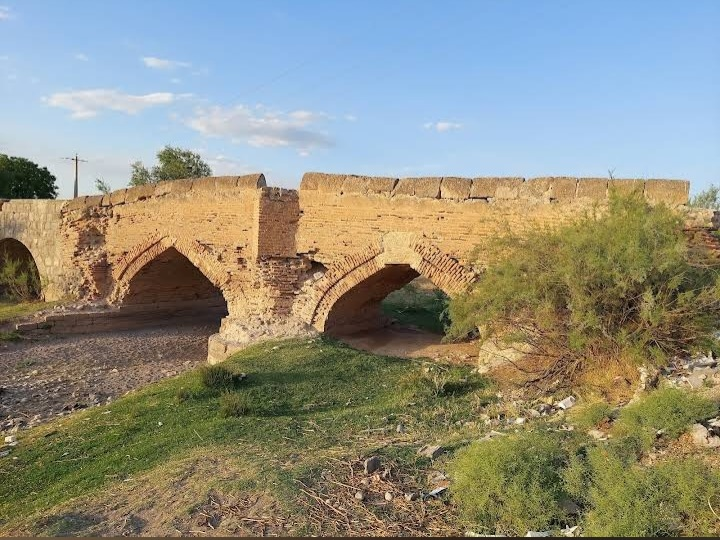
نمایی از پل خانقاه

## موقعیت جغرافیایی
پل خانقاه در روستای خانقاه، واقع در حدود ۷ کیلومتری جنوب غربی شهرستان مراغه در استان آذربایجان شرقی قرار دارد. این پل بر روی رودخانهٔ خانقاه، شاخه‌ای از رود صوفی‌چای، ساخته شده است.
- عرض جغرافیایی: ۳۷°۱۹′۳۰″ شمالی
- طول جغرافیایی: ۴۶°۱۲′۲۷″ شرقی

برای مشاهدهٔ محل دقیق پل می‌توانید به این لینک در نقشه گوگل مراجعه کنید.
در گذشته، این پل راه ارتباطی مردم مراغه با شهرهای ملکان، میاندوآب و شاهین‌دژ بود.